# WhoYOUgle
WhoYOUgle — универсальный непоисковый справочник, представляющий собой набор справочных утилит, виджетов и справочных статей на различные темы. С помощью сайта можно следить за курсом валют, переводить единицы измерения из одной системы в другую, пользоваться сервисом whois, определять породу собаки по чертам её экстерьера. На сайте около 200 справочных разделов.

## История
Сайт открыт 1 апреля 2009 года . Инициатор и совладелец ресурса — Антон Носик. Задача проекта — собрать всевозможные справочные сервисы в одном месте. Последняя статья на сайте вышла в 2020 году, после сайт не обновлялся, затем было перехвачено его доменное имя.

### Название
По информации самого ресурса, «название проекта состоит из 2,5 английских слов и не подлежит написанию кириллицей».

### Премии
В 2009 году получил премию Рунета в номинации «Здоровье и отдых»

### Память
Истории создания проекта посвящена отдельная глава в посвящённой Антону Носику книге «Создатель» (2022), которую написал писатель Михаил Визель. Глава называется «А. Б. Носик и непроизносимое слово. Второе интермеццо. „WhoYOUglе“ 2008—2010» (страница 323 в печатном издании).